# Estação Zucchelli

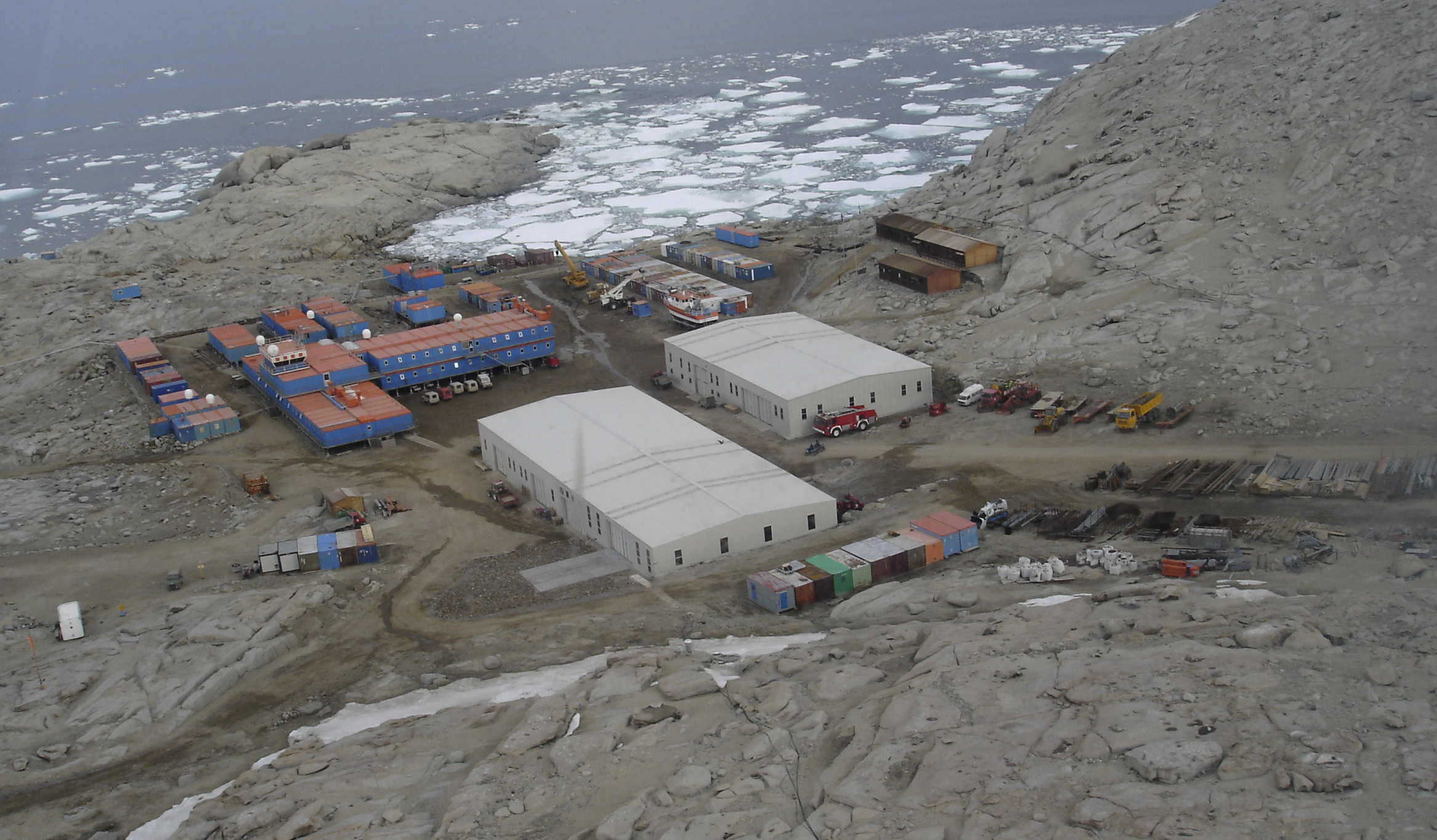
Estação Zucchelli na Baía de Terra Nova, Antártica, vista de cima.

A Estação Zucchelli é uma estação de pesquisa italiana localizada na Baía Terra Nova, Antártica e nomeada por Mario Zuchelli, último diretor do Programa Antártico Italiano. Esta instalação é operada durante os meses de verão (de outubro a fevereiro) e hospeda uma expressiva variedade de projetos científicos. O Programma Nazionale di Ricerche in Antartide trabalha intimamente com o Programa antártico dos EUA e com a Nova Zelândia da Antártica.